# 知豆汽车
知豆电动汽车有限公司，簡稱知豆汽车，是中华人民共和国的一家純電動汽車製造商，成立于2006年，以生产微型纯电动车而知名。2019年，知豆汽车陷入破产危机，在四年后的2023年10月完成战略重组。重组后的知豆汽车由吉利汽车集团、爱玛科技两家公司领衔参投。

## 历史
知豆汽车的历史可追溯至2006年。当时新大洋集团的董事长鲍文光于2006年9月成立台州新大洋，开始着手四轮电动车的研发。2008年8月，新大洋四轮车项目组自立门户，正式创立知豆品牌。
2012年10月，知豆第一辆微型车D1下线，同时通过了欧盟E-Mark和CE认证。同年底，首批1000辆知豆微型汽车出口欧洲市场。与此同时，知豆汽车在兰州新区设立的工厂正式启用。
由于知豆汽车不具备生产资质，只能在小范围市场内进行销售，因此知豆选择与整车生产企业合作。2014年，知豆与众泰汽车合作生产车型，但不久后取消合作。2015年1月，知豆电动汽车有限公司成立，由吉利控股集团、新大洋机电集团、金沙江创业投资基金共同投资。2015年，知豆D1、D2相继在中国大陆上市，当年销量突破2万辆，至2017年销量达到4.25万辆，位居中国新能源车市场销量第二，累计销售超过10万辆。2017年2月28日，知豆汽车兰州基地获得国家发改委纯电动乘用车建设项目核准的批复，年产能4万辆。
2018年，随着新能源车补贴门槛的提高，再加上知豆汽车的续航里程短，其市场吸引力逐渐走低，经营出现困境。2018年，知豆汽车销量下降至1.5万辆，2019年销量仅有2005辆。此后，知豆汽车遭遇停工、裁员、欠薪等事件，于同年进入破产重整，董事长鲍文光也被限制高消费，其在宁波宁海的生产基地也因破产而废弃。2022年3月，房地产商银亿股份宣布参与知豆汽车的重整，但不了了之。直至2023年10月，吉利汽车集团、爱玛科技、金沙江联合创投、三峡资本、深圳远致富海等重组知豆汽车，并公布了未来发展计划。2024年4月18日，知豆重组后的首款车型知豆彩虹上市。

## 车型

### 现存车型
- 知豆彩虹，2024年上市[2]

### 停产车型
- 知豆D1，2015年上市[3]
- 知豆D2，2015年上市[3]
- 知豆D2S，D2的升级版本，2016年上市[7]
- 知豆D3，2017年上市[8]

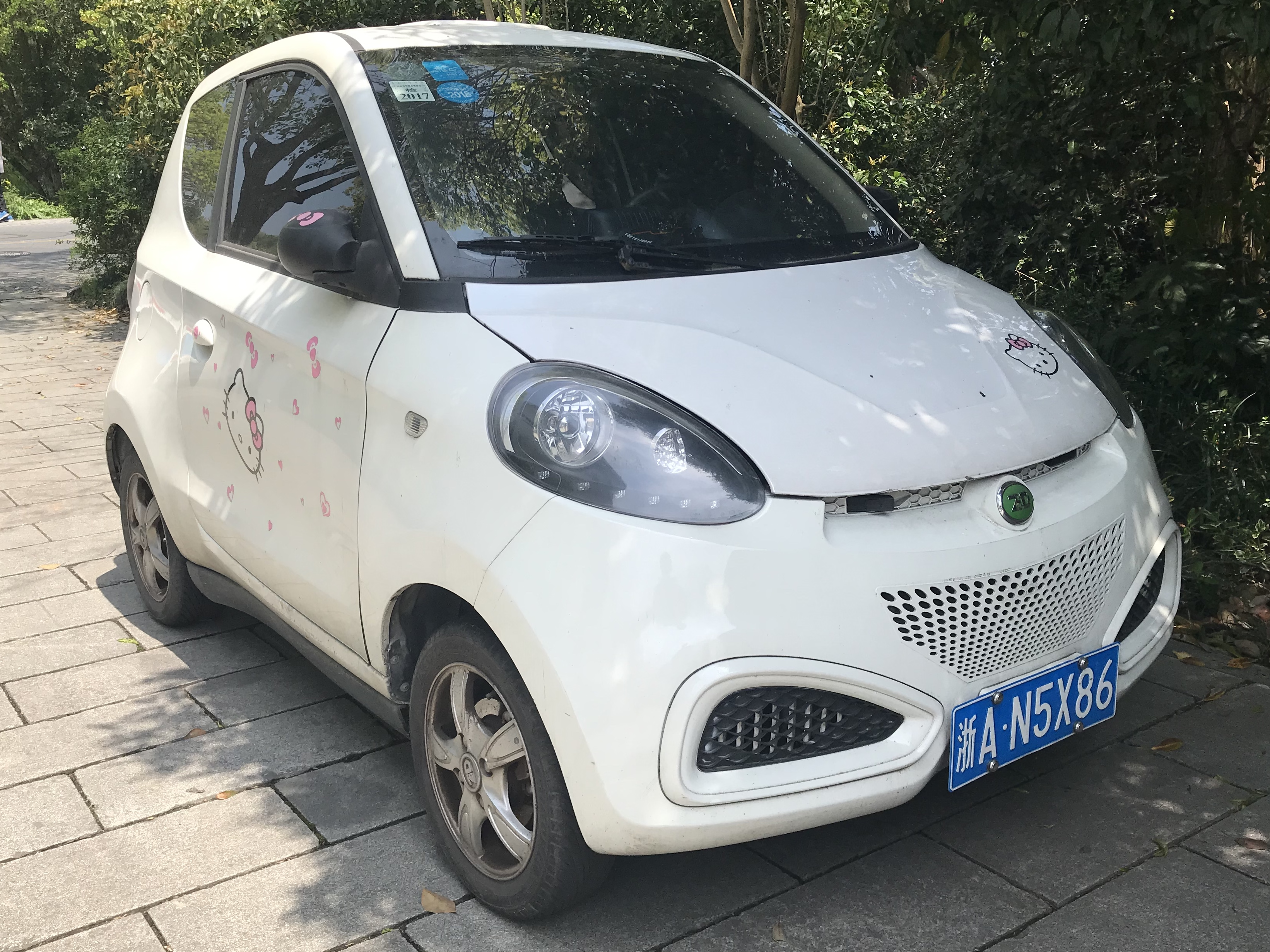
知豆D1
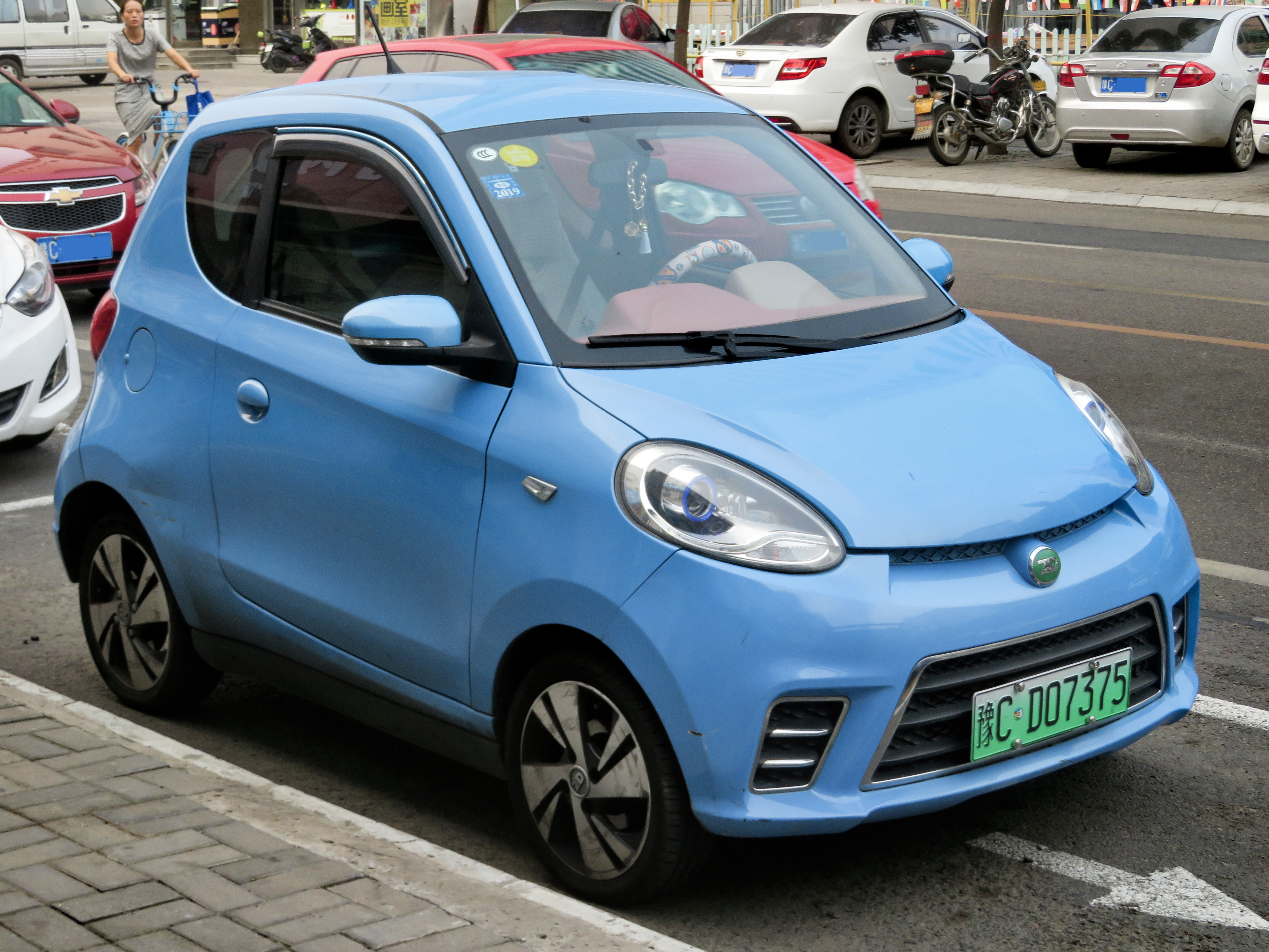
知豆D2
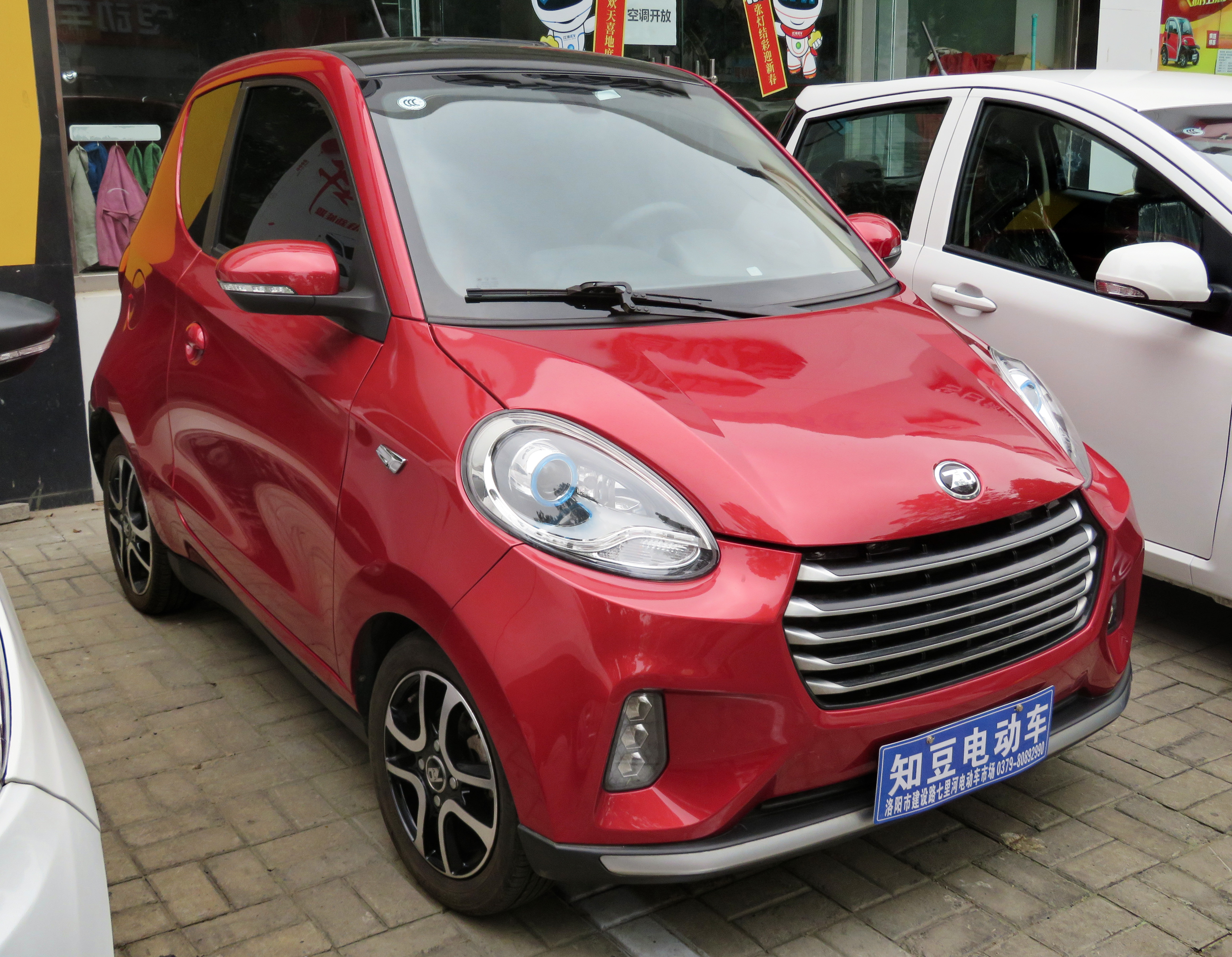
知豆D2S